# A Hard Day's Night
|  | Per a altres significats, vegeu «A Hard Day's Night (desambiguació)». |

A Hard Day's Night va ser el tercer àlbum de The Beatles i va sortir al mercat al Regne Unit el 10 de juliol de 1964. És la banda sonora de la seva primera pel·lícula, també amb el mateix nom.
L'àlbum mostra el desenvolupament del talent de compositors del grup, però manté l'estructura de cançons i instrumentació del rock and roll bàsic.
La cara A de l'àlbum conté les cançons de la banda sonora de la pel·lícula. La cara B, temes que van ser enregistrats per a la pel·lícula però no van ser-hi inclosos. Una reedició, però, feta als anys 80 inclou un pròleg abans dels títols de crèdit amb I'll Cry Instead en la banda sonora. Aquest va ser el primer àlbum dels Beatles íntegrament amb composicions originals, i l'únic signat completament pel tàndem Lennon-McCartney.

## Llista de cançons

### Cara A
1. A Hard Day's Night – 2:34
2. I Should Have Known Better – 2:46
3. If I Fell – 2:24
4. I'm Happy Just to Dance with You – 2:00
5. And I Love Her – 2:33
6. Tell Me Why – 2:12
7. Can't Buy Me Love – 2:14

### Cara B
1. Any Time at All – 2:15
2. I'll Cry Instead – 1:49
3. Things We Said Today – 2:40
4. When I Get Home – 2:20
5. You Can't Do That – 2:39
6. I'll Be Back – 2:20